# Chili op de Olympische Winterspelen 2002
Tijdens de Olympische Winterspelen van 2002, die in Salt Lake City (Verenigde Staten) werden gehouden, nam Chili voor de dertiende keer deel.

## Deelnemers en resultaten
(m) = mannen, (v) = vrouwen 

### Alpineskiën
| Olympiër          | Discipline       | Resultaat | Prestatie                          |
| ----------------- | ---------------- | --------- | ---------------------------------- |
| Maui Gayme        | afdaling (m)     | 48e       | 1.47,63 (+8,50)                    |
| Maui Gayme        | super g (m)      | dnf       | opgave                             |
| Maui Gayme        | reuzenslalom (m) | 49e       | 2.37,34 (+14,06) — 1.19,76+1.17,58 |
| Mikael Gayme      | afdaling (m)     | 50e       | 1.48,37 (+9,24)                    |
| Mikael Gayme      | super g (m)      | dnf       | opgave                             |
| Duncan Grob       | super g (m)      | 31e       | 1.30,35 (+8,77)                    |
|                   |                  |           |                                    |
| Anita Irarrazábal | super g (v)      | dnf       | opgave                             |

### Biatlon
| Olympiër            | Discipline        | Resultaat | Prestatie                                    |
| ------------------- | ----------------- | --------- | -------------------------------------------- |
| Carlos Varas        | 10 km sprint (m)  | 86e       | 32.48,1 (+7.56,8) pen.: 0 (0 + 0)            |
| Carlos Varas        | 20 km (m)         | 86e       | 1:10.32,2 (+19.28,9) pen.: 3 (0 + 1 + 1 + 1) |
| Claudia Barrenechea | 7,5 km sprint (v) | 74e       | 30.15,1 (+9.33,7) pen.: 5 (3 + 2)            |
| Claudia Barrenechea | 15 km (v)         | 67e       | 1:02.30,0 (+15.00,9) pen.: 3 (1 + 1 + 1 + 0) |

Amerikaanse Maagdeneilanden · Andorra · Argentinië · Armenië · Australië · Azerbeidzjan · België · Bermuda · Bosnië en Herzegovina · Brazilië · Bulgarije · Canada · Chili · China · Chinees Taipei · Costa Rica · Cyprus · Denemarken · Duitsland · Estland · Fiji · Finland · Frankrijk · Georgië · Griekenland · Groot-Brittannië · Hongarije · Hongkong · Ierland · IJsland · India · Iran · Israël · Italië · Jamaica · Japan · Joegoslavië · Kameroen · Kazachstan · Kenia · Kirgizië · Kroatië · Letland · Libanon · Liechtenstein · Litouwen · Macedonië · Mexico · Moldavië · Monaco · Mongolië · Nederland · Nepal · Nieuw-Zeeland · Noorwegen · Oekraïne · Oezbekistan · Oostenrijk · Polen · Roemenië · Rusland · San Marino · Slovenië · Slowakije · Spanje · Tadzjikistan · Thailand · Trinidad en Tobago · Tsjechië · Turkije · Venezuela · Verenigde Staten · Wit-Rusland · Zuid-Afrika · Zuid-Korea · Zweden · Zwitserland

Uitgesloten van deelname: Puerto Rico